# Kitty Brown
Kitty Brown  (* Oktober 1899 als Catherine Brown; † nach 1990) war eine amerikanische klassische Bluessängerin. Brown war von 1923 bis Mitte der 1930er Jahre als Schallplattenkünstlerin tätig.

## Leben und Wirken
In den 1920er Jahren arbeitete Brown als Bluessängerin. Die meisten ihrer Aufnahmen stammen aus den Jahren 1923 und 1924. Für einen Teil der Aufnahmen nutzte sie die Pseudonyme Bessie Williams, Jane White, Dixie Gray, Rosa Green und Mazie Leroy. Über ihr Leben außerhalb der Musik ist wenig bekannt. In den 1930er Jahren nahm sie noch einen Titel mit Les Browns Band of Renown auf, eine Coverversion des Cole-Porter-Songs „It’s De-Lovely“.
Die meisten ihrer bekannten Werke sind in dem Kompilationsalbum Female Blues Singers, Vol. 3: B/C (1923-1928) enthalten, das 1997 bei Document Records veröffentlicht wurde. Zu ihren Aufnahmen gehören die Songs „Evil Blues“, „Mean Eyes (Too Late Blues)“, „Deceitful Blues“, „I Don’t Let No One Man Worry Me“, „He’s Never Gonna Throw Me Down“, „Keep On Going“, „Family Skeleton Blues“, „I Wanna Jazz Some More“ und „One of These Days.“
Laut den Bluesforschern Bob Eagle und Eric LeBlanc lebte sie 1990 in einem Pflegeheim in Manhattan. Das Datum ihres Todes ist nicht bekannt.